# Bojary (przystanek kolejowy na Białorusi)
Bojary (biał. Баяры, ros. Бояры) – przystanek kolejowy w miejscowości Bojary, w rejonie mołodeczańskim, w obwodzie mińskim, na Białorusi.